# Nižný Skálnik
Nižný Skálnik (bis 1927 slowakisch „Dolný Skalník“ oder „Skálnok“; ungarisch Alsósziklás − bis 1907 Alsószkálnok) ist eine Gemeinde in der südlichen Mittelslowakei mit 187 Einwohnern (Stand 31. Dezember 2024), die im Okres Rimavská Sobota, einem Kreis des Banskobystrický kraj, liegt und zur traditionellen Landschaft Gemer gehört.

## Geographie

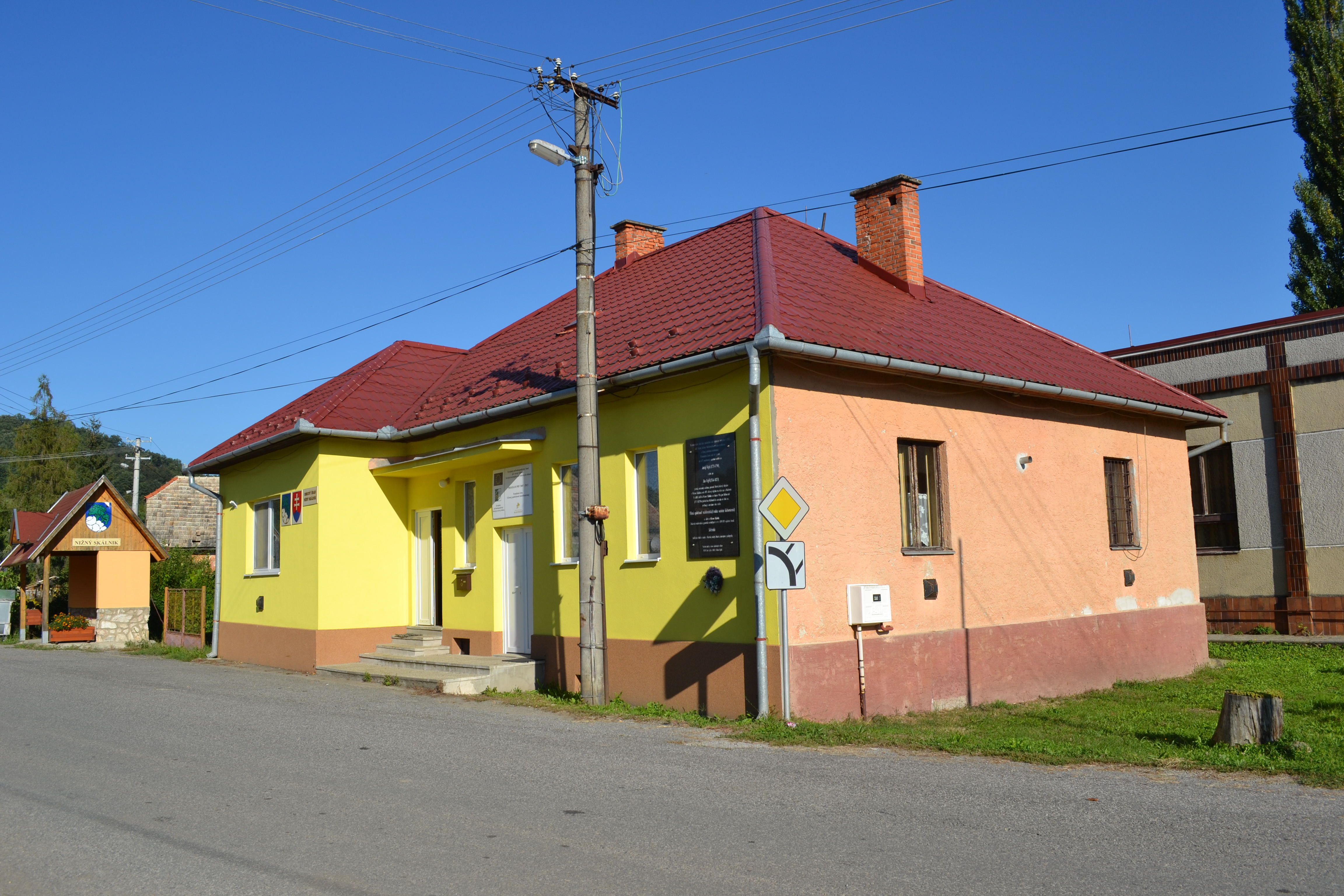
Gemeindeamt von Nižný Skálnik

Die Gemeinde befindet sich im Bergland Revúcka vrchovina innerhalb des Slowakischen Erzgebirges, im Tal der Rimava am deren linken Ufer. Das Ortszentrum liegt auf einer Höhe von 236 m n.m. und ist 10 Kilometer von Rimavská Sobota entfernt.
Nachbargemeinden sind Vyšný Skálnik im Norden, Kraskovo im Nordosten, Horné Zahorany im Nordosten und Osten, Veľké Teriakovce (Ortsteile Malé Teriakovce und Vrbovce nad Rimavou) im Süden und Westen und Hrachovo im Nordwesten.

## Geschichte

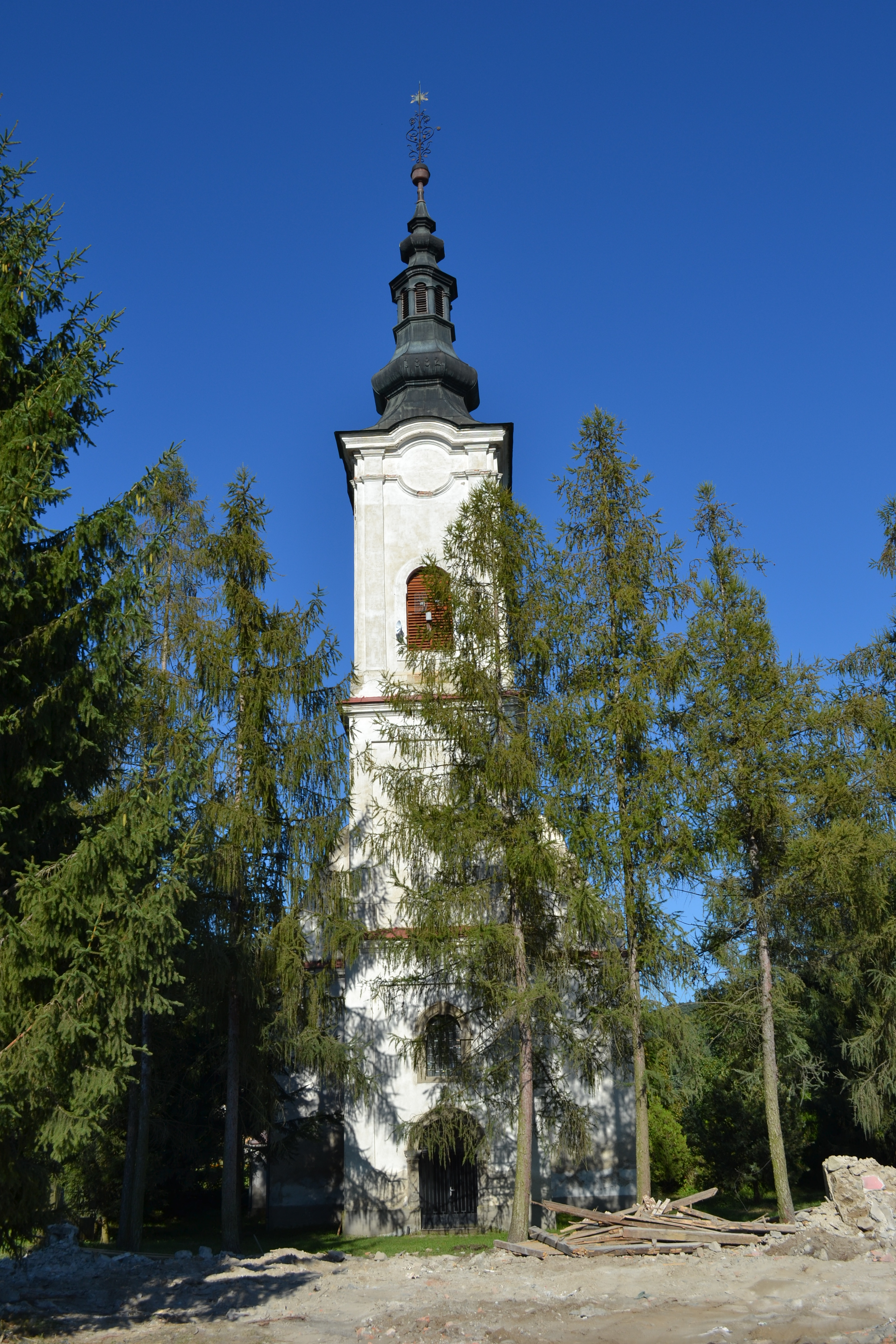
Evangelische Kirche im Ort

Nižný Skálnik wurde zum ersten Mal 1334 als Zklnuk schriftlich erwähnt, weitere historische Bezeichnungen sind unter anderen Zkalnok (1456), Alsozkalnok (1481) und Dolní Skálnok (1808). Das Dorf war zuerst Besitz des Bischofs von Kalocsa, später der Familie Széchy, gefolgt in der Neuzeit von verschiedenen Familien. Von ihnen war die Familie Fejes besonders im kulturellen Leben bedeutend. Oberhalb des Ortes stand eine Burg namens Maginhrad, die noch vor der Mitte des 15. Jahrhunderts unterging. 1828 zählte man 35 Häuser und 299 Einwohner, die als Brenner und Landwirte beschäftigt waren.
Bis 1918/19 gehörte der im Komitat Gemer und Kleinhont liegende Ort zum Königreich Ungarn und kam danach zur Tschechoslowakei beziehungsweise heute Slowakei. Von 1963 bis 1990 war Nižný Skálnik Teil der Gemeinde Veľké Teriakovce.

## Bevölkerung
| Jahr                | 1994 | 2004    | 2014    | 2024    |
| ------------------- | ---- | ------- | ------- | ------- |
| Anzahl der Personen | 184  | 192     | 191     | 187     |
| Unterschied         |      | +4,34 % | −0,52 % | −2,09 % |

| Jahr                | 2023 | 2024    |
| ------------------- | ---- | ------- |
| Anzahl der Personen | 188  | 187     |
| Unterschied         |      | −0,53 % |

Gemäß der Volkszählung 2011 wohnten in Nižný Skálnik 200 Einwohner, davon 168 Slowaken, drei Magyaren sowie jeweils ein Rom und Tscheche. 27 Einwohner machten keine Angabe zur Ethnie.
77 Einwohner bekannten sich zur römisch-katholischen Kirche, 37 Einwohner zur Evangelischen Kirche A. B., vier Einwohner zur evangelisch-methodistischen Kirche, zwei Einwohner zur griechisch-katholischen Kirche und ein Einwohner zur reformierten Kirche. Ein Einwohner bekannte sich zu einer anderen Konfession, 43 Einwohner waren konfessionslos und bei 35 Einwohnern wurde die Konfession nicht ermittelt.

## Baudenkmäler
- evangelische Kirche im klassizistischen Stil aus dem Jahr 1805, als Nachfolger einer älteren gotischen Kirche[6]